# Herăstrăumeer
Het Herăstrăumeer is een meer van 77 ha in het Herăstrăupark, in de Roemeense hoofdstad Boekarest. Het park, dus ook het meer, is verdeeld in twee zones: een rustig gedeelte en een sportief en actief gedeelte. Ook ligt er in het meer een eiland, het Eiland van de Kinderen, waar er een speelpark te vinden is. Je kunt een boottochtje maken op het meer.